# Michel Motti
Michel Motti (Parigi, 7 novembre 1934 – Parigi, 23 ottobre 2009) è stato un fumettista e illustratore francese.
Ha lavorato per la rivista Pif Gadget e ha disegnato il personaggio di Pif le chien per circa vent'anni.

## Biografia
Nel 1960, dopo aver conseguito il CAPES (certificat d’aptitude au professorat de l’enseignement du second degré) in storia dell'arte, Michel Motti diventò insegnante di disegno nella scuola secondaria.
All'età di 26 anni, decise di iniziare a disegnare fumetti ed entrò a far parte della rivista Le Journal de Spirou, dove creò le serie Nicolas et Nicolette, Mucheroum e le avventure del piccolo Roy Prosper, in cui appare il personaggio Gil Galoubet.
Nel 1969 entrò a far parte del laboratorio di disegno di Vaillant a Pif Gadget, dove Yannick Hodbert e Jacques Tabary si occupano del lettering, mentre lui si occupò del lettering dei primi episodi di Corto Maltese. Ben presto Yannick Hodbert lo portò con sé per realizzare le storie di Pif (in cinque pagine). Nella rivista Pif Poche illustrerò le gag del personaggio Pif le chien e realizzò varie tavole. Questo per quasi vent'anni, dal 1973 al 1981, quando fu il disegnatore e sceneggiatore principale del fumetto Pif.
Michel Motti, a seguito di una sentenza, che da allora divenne un precedente, ottenne che anche i vignettisti freelance dovevano essere registrati al sistema di sicurezza sociale francese.
Nel 1975, dopo che le sue tavole furono pubblicate in diversi numeri di Pif Gadget, venne pubblicato l'albo Le Mauvais Génie de la farce (Il cattivo genio della barzelletta) edito da Kangaroo. Il fumetto fu realizzato a quattro mani, sceneggiatura e disegni, con l'amico Yannick Hodbert. Quasi tutte le storie di Pif le chien, tra il 1970 e il 1972, furono realizzate con Yannick Hodbert (sceneggiatura e disegni). Michel Motti e Yannick Hodbert lavoravano, all'epoca, in un laboratorio di disegno dell'editore Vaillant.
Nel 1978, iniziò a lavorare in contemporanea con la Disney. Scrisse, in particolare per il disegnatore Claude Marin, gli scenari delle storie Dingo (1982-1986), Super Dingo (1982-1987) e Mickey (1983-1989), le quali vennero pubblicate su Le Journal de Mickey, compresi due libri interattivi.
Michel Motti diventò sceneggiatore e disegnatore di Winnie the Pooh nell'omonimo giornalino.
Nel 1980, disegnò l'album Pif contre Krapulax basandosi su testi propri, rivendicati da François Corteggiani. Yannick Hodbert testimoniò che François Corteggiani era stato artefice della creazione e degli scenari della maggior parte delle storie di Krapulax con Pif. Questi autori e disegnatori lavoravano in un laboratorio parigino con François Dimberton e Pierre Tranchant.
Nel 1981, furono pubblicati, dalla edizione G., due album di Pif et Hercule: La guerra dell'Enerschmoll e Avatars en séri. In questi Motti realizzò i disegni, mentre le tavole furono di P.-Rouge et Or:.
Dal 1983 al 1986, Yannick Hodbert chiese a Motti e François Dimberton di aiutarlo a realizzare alcune tavole per una pubblicità per le gomme da masticare Malabar, insieme a Yannick Hodbert, su una sceneggiatura di Michel Bouton.
Nel 1989, creò un episodio di Petit Sans Culotte con Kamb e, dal 1989 al 1992, si occupo della scenografia e del disegno di Placido e Musetto, dopo il ritiro di Jacques Nicolaou.

## Opere
Di seguito le principali pubblicazioni dove Michel Motti compare come autore, coautore o illustratore.
- Taron e la pentola magica[5]
- Tesori international n. 15[6]
- Motti Michel dans Vaillant/Pif[7]
- L'agent trouble[8]
- Le mauvais génie de la farce[9]
- Pif contre Krapulax[10]
- La guerre de l'enerschmoll[11]
- Avatars en série[12]
- Pif contra Krapulax[13]